# Bryce McGowens
Bryce Alexander McGowens, né le 8 novembre 2002 à Pendleton en Caroline du Sud, est un joueur américain de basket-ball évoluant au poste d'arrière voire d'ailier.

## Biographie

### Carrière professionnelle

#### Hornets de Charlotte (2022-2024)
Il est choisi par les Timberwolves du Minnesota pour les Hornets de Charlotte en 40e position lors de la draft 2022. Il signe un contrat two-way début juillet. En février 2023, son contrat two-way est converti en un contrat standard de quatre saisons.

#### Trail Blazers de Portland (2024-2025)
Le 11 juillet 2024, il s'engage avec les Trail Blazers de Portland via un contrat two-way.

#### Pelicans de La Nouvelle-Orléans (depuis 2025)
Début août 2025, il s'engage avec les Pelicans de La Nouvelle-Orléans via un contrat two-way.

## Palmarès

### Lycée
- South Carolina Mr. Basketball (2021)
- Jordan Brand Classic en 2021

### Universitaire
- Third-team All-Big Ten (2022)
- Big Ten All-Freshman Team (2022)

## Statistiques

### Universitaires
| Saison    | Équipe   | Matchs | Titul. | Min./m | % Tir | % 3pts | % LF | Rbds/m. | Pass/m. | Int/m. | Ctr/m. | Pts/m. |
| --------- | -------- | ------ | ------ | ------ | ----- | ------ | ---- | ------- | ------- | ------ | ------ | ------ |
| 2021-2022 | Nebraska | 31     | 31     | 33,3   | 40,3  | 27,4   | 83,1 | 5,20    | 1,40    | 0,70   | 0,30   | 16,80  |
| Carrière  | Carrière | 31     | 31     | 33,3   | 40,3  | 27,4   | 83,1 | 5,20    | 1,40    | 0,70   | 0,30   | 16,80  |

### Professionnelles
| Saison    | Équipe    | Matchs | Titul. | Min./m | % Tir | % 3pts | % LF | Rbds/m. | Pass/m. | Int/m. | Ctr/m. | Pts/m. |
| --------- | --------- | ------ | ------ | ------ | ----- | ------ | ---- | ------- | ------- | ------ | ------ | ------ |
| 2022-2023 | Charlotte | 46     | 7      | 17,1   | 39,6  | 32,5   | 75,0 | 2,00    | 1,20    | 0,30   | 0,10   | 5,30   |
| Carrière  | Carrière  | 46     | 7      | 17,1   | 39,6  | 32,5   | 75,0 | 2,00    | 1,20    | 0,30   | 0,10   | 5,30   |